# Rouchnik

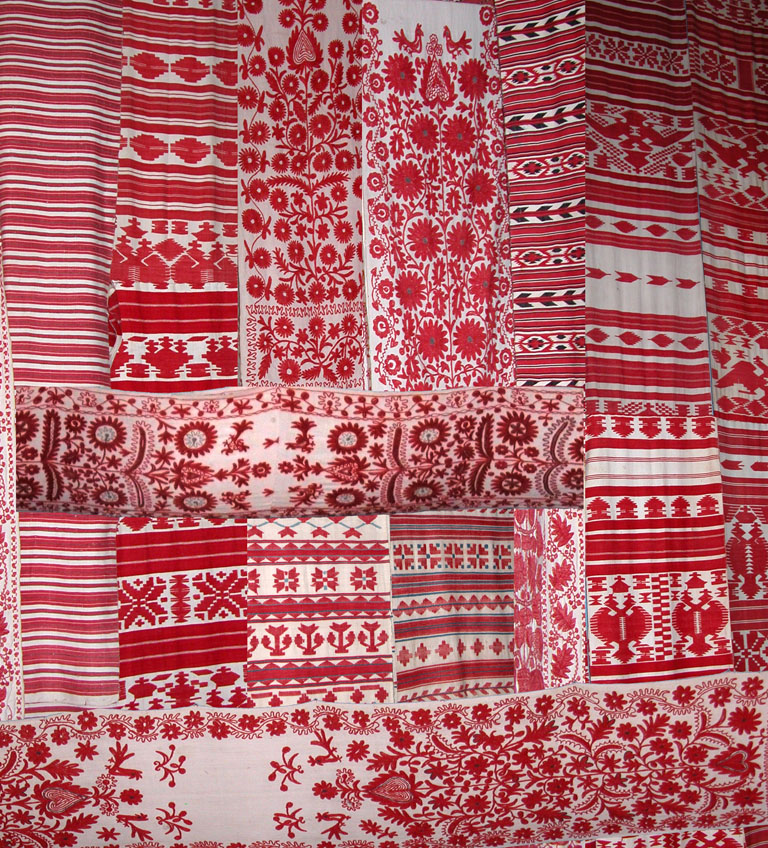
Rouchnyk ukrainien au musée du rouchnyk de Pereïaslav.

Le rouchnik (en russe : рушник), aussi appelé routchnik (en russe : ручник ; en biélorusse : ручнік) dans un contexte biélorusse et rouchnyk (en ukrainien : рушник) dans un contexte ukrainien, est un tissu rituel brodé avec des symboles et des cryptogrammes,.
Il est utilisé dans les territoires de culture slave orientale lors de services religieux et cérémonies comme les enterrements ou les mariages. Chaque région a ses propres motifs qui se transmettent de génération en génération.
Une collection de rouchniks russes est conservée au musée de l'Ermitage. Un motif de routchnik figure également sur le drapeau de la Biélorussie.